# Garypus bonairensis
Garypus bonairensis är en spindeldjursart som beskrevs av Beier 1936. Garypus bonairensis ingår i släktet Garypus och familjen gammelekklokrypare.

## Underarter
Arten delas in i följande underarter:
- G. b. bonairensis
- G. b. realini
- G. b. withi